# 上野千鶴子
上野 千鶴子（うえの ちづこ、1948年7月12日 - ）は、日本のフェミニスト・社会学者（社会学博士）。専門は家族社会学、ジェンダー論、女性学。
東京大学名誉教授、NPO法人ウィメンズアクションネットワーク (WAN) 理事長、日本社会学会理事、元関東社会学会会長（2005年-2006年）、元日本学術会議会員、野村ホールディングスダイバーシティ・フォーラム講師（2021年〜）、シューレ大学アドバイザー、「ヘイトスピーチとレイシズムを乗り越える国際ネットワーク」共同代表を務める。慰安婦問題の解決をめざす会に所属。
京都大学文学部哲学科社会学専攻卒業、東京大学大学院人文社会系研究科博士。家族社会学、女性学研究者の立場から、フェミニズムについて積極的に発言し、一般層の社会学への関心を誘った。著書に『家父長制と資本制』(1990年)、『おひとりさまの老後』(2006年)などがある。2024年、米タイム誌「世界で最も影響力のある100人」に選出された。

## 経歴

### 幼少期
1948年の富山県中新川郡上市町出身、父は満州国帰りの内科医であり、生まれたのは両親の疎開地であった。妹が二人いる開業医の娘として、裕福な家庭で育った。開業医の父と専業主婦の母、5つ上の兄に2つ下の弟、父方の祖母の6人家族の中で、他の女児のように男兄弟に控え目にならず、好き放題の天井知らずと愛されて育った。
幼稚園は富山のミッション系の名門であった。親に言われるがままに富山大学教育学部附属中学校を受験し入学。中学卒業時に一家は石川県金沢市に移住。このときも父親に命じられた学校である石川県立金沢二水高等学校を受験し、入学した。兄弟の中で抜群に成績がよかったものの、学校と家の中だけが生活圏であったことで犬と本だけが友達だった。中学も高校も一人娘を溺愛する父に決められた進学先であった。ただし、13歳の時に父親を「パパ」から「オヤジ」と初めて呼んだ以降から自身の顔色を伺うようになったため、上野は父親のそこにつけこんだこと、母がそれを疎ましい思いで見てたことを明かしている。

### 大学時代
このままでは実家から出られないとして、家を出たい一心で国際基督教大学の受験を希望するが、父親に「東京は娘を出すところではない」と即座に却下された。両親と一緒に、18歳のときに関西へ神戸女学院と関西学院と同志社と京都大学の4つの大学見学ツアーに行った際に、父が勧める女子大学である神戸女学院は「女子大の選択はなし」で拒否し、男女のカップルがキャンパス内で手をつないでた同志社生より、みんなひとりずつ俯いて歩いてた京大生の姿を見て「あ、ここは私の来るとこだ」と思ったことを明かしている。関西で下宿している兄と同居するという条件で、兄の下宿から通える京都大学と同志社大学を受験し、1967年4月、京都大学文学部哲学科に入学。
同年の1年生の秋に学生運動と初遭遇した。それは同年10月8日に羽田闘争で命を落とした文学部同期生の山崎博昭の追悼デモであり、これが初参加の学生運動であった。両親とも学生運動に反対で、ワンゲル部に入ろうとした際にも反対した。しかし、兄が「学生運動やるより山登っているほうがマシだろ」とかばってくれたことでワンゲル部に入れたが、実は学生運動も親類に隠しやっていたことを明かしている。
全共闘活動家だったが、闘争のバリケードの中でも女性差別を経験した。

### 大学院時代
1972年に京都大学を卒業後、同大学大学院に進学。大学院に進学した理由について、衰退期に集団になったときの人間の恐ろしさや運動退潮期に表出した人間の卑劣さを味わったこと、女だけの集まりは特に気持ち悪かったと感じていたため、「就活なんて死んでもしたくない。だから向上心、向学心ゼロでしたが、大学院にモラトリアム入院しました。」と明かしている。
大学院生時代は京大俳句会に所属し、上野ちづこ名義で俳人として活動していた。20代後半の際に日本女性学研究会に友人に誘われて、「気持ちわる〜」と思いながら「1回だけ見てみよう」と軽い気持ちで参加したら、「OL、主婦、教師、いろんな職業の人がいて、みな自立していて、知的で寛大で参加者の女らがとてもチャーミングだった」ためにハマってしまったと述べている。日本女性学研究会の先輩女性らと知り合うまで、男と付き合うのは簡単だけど、女とどう付き合っていいのかわからなかったこと、彼女らのおかげで「女が信じるに足りる生き物だと学んで、ひとりでいることから抜け出せた。」と女性不信を脱却したと明かしている。このとき、「自分を研究対象にできると気づいたことで、初めて自発的に何かをやろうという気になった」という。
構造主義文化人類学と社会科学の境界領域を論じた理論社会学について研究者となり、この頃の1970年代の論文は『構造主義の冒険』にまとめられている。
25歳の京都新聞の求人欄を見た際に8割が「男子のみ」、「男女共」はパチンコ店の住み込み夫婦で、残りの「女子のみ」はホステスか珠算簿記3級以上所持が求められる経理事務であった。「ホステスやるには薹が立ってたし、珠算簿記なんてできない。新聞を見ながら、私には何の能力もない、無芸無能なんだ」と思い知ったことを明かしている。更に、奨学金とバイトで食いつなぎ、当時交際していた彼氏が働いていたから、一時期養ってもらったと述べている。大学に5年、大学院に5年、オーバードクター2年、計12年京大に在学した。教員免許は大学教員ならいらないと気づいて就活を始めた。

### 卒業と就職
1977年3月に京都大学大学院の博士課程を単位取得退学。その後の2年間を日本学術振興会研究員として過ごす。1979年4月の30歳の時に公募により平安女学院短期大学（現：平安女学院大学短期大学部）の専任講師となる。
1980年（昭和55年）、マルクス主義フェミニズムを知り、これの紹介者・研究者となる。上野はのちに『家父長制と資本制 - マルクス主義フェミニズムの地平』（1990年）を書いた。「日本女性研究学会」の「女性学年報」創刊号（1980年10月発行）の編集長を務めた。
また、思想輸入ではない日本の女性問題史の整備にも努め、1970年代に起きたウーマンリブ運動への再評価も行った。

### メディアデビュー
『セクシィ・ギャルの大研究』（1982年）で初メディアデビューした。タイトルを見た両親は「うちみたいな堅い家からなぜあんな子が。お前の育て方が悪かったからだ」と父は母を責め、「あなたが甘やかしたから」と母は父を責めたものの、本屋で買ったモノを他の親戚に勧めてくれたことを明かしている。表紙カバーに推薦文を寄せた栗本慎一郎や山口昌男、あるいは 鶴見俊輔などから評価され、文化人類学・記号論・表象文化論などの方法を使って現代の消費社会を論じるフェミニストとして知られるようになる。特に1987年（昭和62年）から1988年（昭和63年）にかけて世論を賑わせたアグネス論争にアグネス・チャン側を擁護する側で参入した。フェミニズムでは「東の樋口、西（当時京都在住在勤だったことから）の上野」と呼ばれた。
1989年（平成元年）、京都精華大学に赴任し、人文学部助教授となる。

### 父母の逝去
1991年の43歳の時に母親が乳がんで亡くなる。上野は3日目からキレてしまうために娘プレイが2泊3日しか出来ず、母親が入退院を繰り返している間ずっと距離を置いて、行かないように逃げてたと述べている。母親の最期の頃に、わぁ〜と気持ちが抑えられなくなったことで、「お母さん、私は家を出てから必死で自分を育て直したのよ」という言葉が口から出てしまったこと、母から「なら、私の育て方がよかったんじゃないの」と言われてショックを受けて、「母という名には勝てやせぬ。」と思ったことを明かしている。母親の死体には、ずっと離れていたから特に何も思わず、「残された父をどうしよう！」と思っていた。上野によると、父には自身が愛された記憶があるから「この人が衰えて死んでいく姿をちゃんと見届けよう」と思ったこと、父は自身の妻が逝ってから孤独と失意のうちに2001年まで生き、死亡時には肩の荷が下りたと述べている。
1992年（平成4年）、同教授。京都精華大学時代には国際日本文化研究センター客員助教授も務めている。

### 東京大学教員時代
1993年（平成5年）4月、東京大学文学部助教授に就任。
1994年『近代家族の成立と終焉』（岩波書店）でサントリー学芸賞受賞。
1995年から東京大学大学院人文社会系研究科教授就任。
1990年代以降も家族・建築・介護・福祉の問題や文学・心理学・社会心理学などの学問領域で論じている。近代家族論として『近代家族の成立と終焉』（1994年）などがあり、それを発展させて近代国家論を取り扱った『ナショナリズムとジェンダー』（1998年）や、介護問題に派生させた著作もある。
博士課程退学後にマーケティング系のシンクタンクで仕事をしていたこともあって、消費社会論の著作も多い。

### 武蔵野市へ転居・退職以降
高齢者の介護の研究も進めていた上野は、2011年（平成23年）に東京都武蔵野市へ転居。「日本で初めてリバースモーゲージを始めた福祉公社があり、以前から注目していた」と転居の理由を同市の広報誌で述べている。同年3月に1995年から務めていた東京大学大学院人文社会系研究科教授を定年2年残して退職。2011年4月から認定NPO法人ウィメンズアクションネットワーク（WAN）理事長就任。
2012年度朝日賞受賞。
2013年（平成25年）、『ケアの社会学…当事者主権の福祉社会へ』で東京大学より博士（社会学）を取得した。
2021年、親友であり介護していた色川大吉の死後の各種手続きを行うために婚姻届を提出し、15時間の婚姻関係にあった。婚姻届の提出にあたり、年長者（親、色川）の姓になる養子縁組か、色川の姓を変える婚姻かを悩んだため、提出がぎりぎりになった。上野は、「ケア・介護問題」について10年以上研究してきたため、色川からは人に「このひとはボクの親友です」「介護の専門家で」「理論を実践している最中です」と紹介されていた。色川との関係について、上野は「ひとりで光る星が、互いに溶け合うことなく、去って行く」ようなものだったと述べている。

## 学歴・職歴
学歴
- 1964年（昭和38年）3月 - 富山大学教育学部附属中学校卒業
- 1967年（昭和42年）3月 - 石川県立金沢二水高等学校卒業
- 1972年（昭和47年）3月 - 京都大学文学部哲学科社会学専攻卒業[1]
- 1977年（昭和52年）3月 - 京都大学大学院文学研究科社会学専攻博士課程単位取得退学
- 2013年（平成25年）9月 - 東京大学より博士（社会学）学位授与[3]

職歴
- 1977年（昭和52年）4月 - 京都大学大学院文学研究科社会学専攻研修員[1]
- 1979年（昭和54年）4月 - 平安女学院短期大学（現：平安女学院大学短期大学部）専任講師[1]
- 1982年（昭和57年）4月 - 平安女学院短期大学助教授
- 1989年（平成元年）4月 - 京都精華大学人文学部助教授[1]
- 国際日本文化研究センター客員助教授
- 1992年（平成4年）10月 - 京都精華大学人文学部教授
- 1993年（平成5年）4月 - 東京大学文学部助教授[1]
- 1995年（平成7年）4月 - 東京大学大学院人文社会系研究科教授[1]
- 2009年（平成21年）5月 - 特定非営利活動法人ウィメンズアクションネットワーク (WAN) を設立して、理事に就任する。
- 2011年（平成23年）
  - 3月 - 東京大学退職（退職記念講義は東日本大震災のため7月に延期された）。
  - 4月 - 特定非営利活動法人ウィメンズアクションネットワーク (WAN) 理事長
  - 東京大学名誉教授[7]
- 2012年（平成24年） - 立命館大学大学院先端総合学術研究科の特別招聘教授（2017年まで）[27]。

在外研究
- 1982年（昭和57年）9月 - ノースウェスタン大学人類学部客員研究員（ - 1983年（昭和58年）6月）
- 1983年（昭和58年）4月 - シカゴ大学人類学部客員研究員（ - 1984年（昭和59年）8月）
- 1991年（平成3年）4月 - ボン大学日本語学研究科客員教授（ - 1992年（平成4年）3月）
- 1996年（平成8年）3月 - メキシコ大学院大学アジア・アフリカ研究センター客員教授
- 1996年（平成8年）10月 - コロンビア大学 バーナード・カレッジ、アジア中近東学部客員教授

受賞歴
- 1994年（平成6年）12月 - 『近代家族の成立と終焉』でサントリー学芸賞（社会・風俗部門）。
- 2012年（平成24年）1月 - 2011年（平成23年度）朝日賞

## 論争
上野は様々な分野で発言して多くの論争に関わり、その言動は賛否を受けてきた。上野は論争に強いという評価があり、たとえば、斎藤美奈子『文壇アイドル論』（岩波書店、2002年、pp.142-143）には、「彼女は論争にだけはめちゃめちゃ強かった。逆にいうとアンチ・フェミニストの中に、彼女に勝てるほどの論客がいなかった」「上野千鶴子の強みは、やはり理屈（含む屁理屈）の部分なのです」などの記述がある。また、三浦瑠麗は『不倫と正義』（新潮新書、2022年、pp.149）において「上野さんが常に論争を呼ぶ理由の１つは、強い感じがするから。思想は人が作るものですから、その人の生きてきた軌跡が入っている。上野さんって結構、叩かれっ放しでやっているところもありますよね。その分格好良く、佇まいがいいじゃないですか」と評している。また遥洋子『東大で上野千鶴子にケンカを学ぶ』（筑摩書房）はそうした「論客」上野のイメージを伝えている。
アグネス論争やエコフェミ論争以外の主なものは斎藤美奈子『文壇アイドル論』（2002年） にまとめられている。

### アグネス論争
上野が関与した代表的な論争は「アグネス論争」であり、いったんアグネス批判派に傾きかけていた流れが、上野が議論に加わった結果、一気に逆向きになるほどだったとされている。当初の「大人の空間に子供を入れるな」という「林・中野」対アグネス・チャン論争は、上野により「働く母親一般の問題」に変化し、様々な分野の論客が参戦する一大論争になった。

### エコフェミ論争
フェミニズム内部の論争では、たとえばエコロジカル・フェミニズムを唱えた青木やよひに対して、男性優位の文化イデオロギーに過ぎないとして激しい論戦を仕掛けた。いわゆるエコフェミ論争で、上野側の主張は『女は世界を救えるか』（1985年）などにまとめられている。

### マルクス主義フェミニストとして
ベルリンの壁崩壊後の1990年に「女性解放の理論が、マルクス主義の射程から脱け出ていないのは、マルクス主義だけが、ほとんど唯一の、（近代）産業社会の解明とそれからの解放の理論だからである」としており。その後にも、ハンガリー動乱とプラハの春以降もヨーロッパの社会主義者であった人らについて、2008年に「ソ連があるにもかかわらず社会主義者になった、良心的・体制批判的な人たち」と社会主義を「善」とする立場をとっている。2009年には女性の抑圧を解明するフェミニズムの解放理論には社会主義婦人解放論、ラディカル・フェミニズム、マルクス主義フェミニズムの三つしかないと主張している。労働者階級が勝利し階級支配を廃絶すれば女性も解放されるという「社会主義婦人解放論」を強く批判、「ラディカル・フェミニズム」も「社会主義婦人解放論」と同様に「市場」と「家族」が重なり合った近代産業社会における資本主義社会を前提としていることが固有の女性差別の根源であると主張し、マルクス主義フェミニズムを支持している。

### 山梨県での講演
2013年10月に山梨県山梨市が、上野に対し在宅医療などをテーマに講演を依頼し、同市は公式サイトなどで参加者を募集したが、市民らから「過去に問題発言を多々行っている上野を呼ぶのはおかしい」などのクレームが入ったことを理由として、同市の望月清賢市長が講演中止を決め上野に通知した。これに対し上野は自身のブログで「（脅迫などを受けたわけでないのに）市は過剰な自主規制を行っている」などの反論を寄せ、同市の対応を批判した。その後、市民から今度は開催を求める抗議を受け、市は非を認めて方針を撤回し、講演会開催を決定し、2014年3月18日に行われた講演の冒頭で、望月市長が「上野先生に無礼を働いた」と陳謝した。

### 2019年東大入学式での祝辞
2019年4月12日に行われた東京大学学部入学式において来賓として登壇し、祝辞を述べた。祝辞の中で上野は、2018年に発覚した医学部不正入試問題に触れつつ、東大や四年制大学全体において女子の入学者の比率が低いことに言及し、さらに東大の学生生活や大学組織の中でも未だ性差別が根強く残っていることを指摘した。その上で新入生に対し、現在の自分があるのは努力ではなく環境のおかげであることを自覚するよう促し、自らの能力を自分のためだけではなく、機会不平等が残る社会において恵まれない人々を助けるために使うことを呼びかけた。最後に、異なる環境に身を置くことを恐れず、未知を探求しメタ知識を身につけるよう説き、祝辞を締めくくった。
この祝辞は大きな反響を呼んだ。一例として、冷泉彰彦はニューズウィーク日本版のコラムにおいて「名演説」と評価し、上野を登壇させた大学の姿勢を「危機感の表れ」と評価した。一方で、週刊新潮の取材を受けた元東大総長の中でも、小宮山宏は賞賛する一方吉川弘之は一部の内容に批判的見解を示すなど、評価は賛否が分かれた。インターネット上においても、日本のTwitterでは上野の名がトレンド入りし、祝辞に対して賞賛の声が上がる一方、「場違いな祝辞」などといった批判の声もあった。
上野自身は入学式後「AERA」のインタビューを受けて、「賛否ともその大きさは想定以上でした」と反響が大きかったことに驚きながら、内容については「当たり前のことを言っただけ」と語った。

### 脱成長主張
2017年2月11日付の東京新聞に「平等に貧しくなろう 社会学者・東京大名誉教授 上野千鶴子さん」という題でのインタビュー記事が掲載された。上野は日本の人口の自然増や社会増（移民受け入れ）は不可能であり、日本は人口減少と衰退を引き受けるべきとの見解を示し、「日本の場合、みんな平等に、緩やかに貧しくなっていけばいい」と述べた。
社会学者の北田暁大は上野に代表される左派の脱成長論が、移民受け入れに反対するという点でドナルド・トランプ信奉者と変わらないと批判した。

### その他の発言
- 著書『ジェンダー・フリーは止まらない』（松香堂）において、「女は嫁に行くのが一番」のような信条を犯罪として取り締まるべきだと主張した[46]。
- 1986年の著書『マザコン少年の末路』で「自閉症や登校拒否症は母親が甘やかして育てたことが原因で、自立心を失ったマザコン」といった趣旨の記述をして、当事者団体から差別を助長するとの抗議を受けた。その後話し合いが持たれ、この著書に対しては絶版処置を取らず、代わりに上野による総括を掲載した増補版を新たに出版することとなった[47]。
- 『バックラッシュ! なぜジェンダーフリーは叩かれたのか?』において、オタクが「女と付き合うのは、めんどうくさい。それよりギャルゲーがいい」といったりすることから、男の幻想を演じる女が少なくなったことを指摘している[48]。
- 古市憲寿との対談による『古市くん、社会学を学び直しなさい!!』において、「私は経験科学の研究者だから嘘はつかないけど、本当のことを言わないこともある」やパフォーマンスレベルではデータを出さないこともあると述べ、「ジェンダー研究はフェミニズムのツールです」と自身の研究は運動に利用するためと主張している[49]。これについては小熊英二に「活動家としては正しい」と言われている[49]。
- 結婚しているフェミニストに関して、「自分の性的自由を放棄する契約関係に自ら入り、契約を破ったら相手を非難する権利を持つなんて、想像もできない。まったく理解できない人間関係ね」として、信用できないと述べている[50]。
- 2010年の著書『女ぎらい』において「フェミニストは女嫌い（ミソジニー）」という説について、ミソジニー社会で生まれ育ってミソジニーを身につけていない女はまずおらず、またフェミニストは自らのミソジニーを自覚してそれと闘おうとしている者のことであるから、「そのとおり」と肯っておけばよい、と述べている[51]。そして、もしミソジニーから完全に自由な女がいたとしたら、その女性は闘う対象を持たないのだから、フェミニストである理由もないと主張している[51]。
- 東洋経済オンラインでのインタビューにおいて、「エリート女の泣きどころは、エリート男しか愛せないってこと（笑）。男性評論家はよく、エリート女は家事労働してくれるハウスハスバンドを選べなんて簡単に言うけど、現実的じゃない」と主張している[52]。
- 雑誌「地方議会人」令和三年五月号の巻頭言で《極めつけは草津町の新井議員が町長のセクハラを公表したことで与党議員が立ち上がり、リコール運動を実施、新井祥子議員は失職した。やるべきことが間違っているであろう。最初に第三者を交えた調査委員会を立ち上げ、事実の究明を行い、事実なら加害者を処分することだ、それなのに被害者を議会から追い出すとは本末転倒だ》と述べ、草津町長が雑誌側と上野氏に対する抗議文を送ったところ、雑誌側は軽率だったと認めたにもかかわらず、上野氏は「謝罪しない」の一点張りだった。

## 社会運動

### 「新しい歴史教科書をつくる会」に抗議
1996年6月27日、文部省は翌年度用中学校社会科教科書の検定結果を公表。従軍慰安婦について記述した7冊すべてが合格した。同年12月2日、藤岡信勝、西尾幹二、小林よしのりらは「新しい歴史教科書をつくる会」（略称：つくる会）の結成記者会見を開催。「この度の文部省の教科書検定は安易な自己悪逆史観のたどりついた一つの帰結だ」との声明を発表し、文部大臣に対し記述削除を要求すると述べた。
同年12月15日、加納、鈴木裕子、川田文子、金富子、石川逸子、森川万智子ら8人の女性は、「つくる会」結成に言論界・経済界から78人が賛同者として名を連ねたことを重く見、「『新しい歴史教科書をつくる会』に抗議する女たちの緊急アピール」と題する声明を作成した。上野、田嶋陽子、江原由美子、福島瑞穂らもただちにこれに加わり、1997年1月15日、総勢56人の連名による「女たちの緊急アピール」を、つくる会の呼びかけ人9人と賛同者78人に郵送した。また、雑誌等にも掲載した。

### 安全保障関連法の反対運動
2015年5月14日、政府は臨時閣議を開き、集団的自衛権の行使を可能にする安全保障関連法案を決定。翌15日、衆議院及び参議院に「平和安全法制整備法案」と「国際平和支援法案」の2法案を提出した。
同年6月11日、佐藤学や上野など各界の研究者は、安保法案は違憲であり平和主義を捨て去る暴挙であるとして、「安全保障関連法案に反対する学者の会」を設立した。発起人は浅倉むつ子、上野千鶴子、内田樹、佐藤学、廣渡清吾、益川敏英、間宮陽介の7人（五十音順）。60人以上の呼びかけ人と2700人近くに上る賛同者を得て、6月15日に記者会見が開かれ、佐藤らが声明発表を行った。

### 五輪開催への抗議活動
2021年6月20日配信の毎日新聞で、上野は「戦後70年以上続く無責任体制が生んだ五輪強行」と述べ、東京オリンピック・パラリンピック開催に強く抗議した。この頃、元外交官の飯村豊から連絡を受け、オリンピック反対署名活動の協力を請われる。上野は飯村と面識はなかったが、「元外交官で公務員でもある飯村さんがここまでおっしゃるには、相当な思いがおありなんだろう」と思いすぐに賛同。飯村を幹事として、7月2日、ウェブサイト「Change.org」にて、五輪反対を求めるオンライン署名活動を開始した。呼びかけ人は、飯村、上野のほか、浅倉むつ子、内田樹、大沢真理、落合恵子、三枝成彰、佐藤学、澤地久枝、田中優子、春名幹男、樋口恵子、深野紀之ら計13人。思想家の内田樹はかつてフェミニスト批判の評論を多数執筆し（『ためらいの倫理学』ほか）、上野とは対立関係にあったが、上野自身から直接参加の依頼を受け、呼びかけ人に加わった。
署名数は7月10日時点で13万人にのぼり、先行する宇都宮健児主催の反対署名活動（同年5月に35万人の署名を、7月15日に45万人の署名を東京都に提出）とともに署名は日ごとに増加していった。7月19日、上野、飯村、春名幹男は日本外国特派員協会で海外メディアに対し会見を開いた。上野は「私たちは、自分の親世代に日本はなぜ戦争をしたのと問いただしたが、今度は逆に、私たちがなぜ五輪をしたのと子どもたちの世代から問われるだろう」と語った。会見後、上野らは五輪中止を求める要望書と13万9576人分の署名を東京都や大会組織委員会に提出した。

### 安倍晋三の国葬中止を求める活動
2022年7月22日の閣議で、政府は安倍晋三の国葬を9月27日に行うことを決定した。8月8日発表のNHKの世論調査で、国葬を行うことを「評価しない」が50％、8月11日発表の時事通信の世論調査でも「反対」が47.3％と、反対が多数を占めたが、政府が再考する気配はなかった。8月23日、上野らは、ウェブサイト「Change.org」で、中止を求めるオンライン署名活動を開始した。呼びかけ人は、飯島滋明、石村修、稲正樹、上野千鶴子、内田樹、落合恵子、鎌田慧、佐高信、清末愛砂、五野井郁夫、斎藤美奈子、澤地久枝、島薗進、清水雅彦、田中優子、中島岳志、永山茂樹ら17人。
同年9月5日、署名活動の母体である「安倍元首相の『国葬』に反対する実行委員会」らは記者会見し、同団体、自由法曹団、平和と民主主義を目指す全国交歓会、小澤俊夫が「Change.org」でそれぞれに募集した国葬の中止を求める4件の署名が40万4258筆集まったことを明らかにした。重複を除くと計28万人が署名していたことが同サイトの調べでわかった。署名活動した3グループと小澤は集まった署名を内閣府の国葬儀事務局に提出した。

### LGBT理解増進法の修正法案に対する抗議
2023年6月9日、自民党・公明党は、LGBT理解増進法案として、日本維新の会・国民民主党案を取り込んだ4党修正法案を衆議院内閣委員会に提出した。6月13日に衆議院本会議で法案が可決されると、6月14日、ウィメンズアクションネットワーク（WAN）理事長の上野、副理事長の伊田久美子、古久保さくら、理事の岡野八代、三浦まり、池田啓子、中谷文美は、三成美保や浅倉むつ子、井田奈穂らとともに計22人の女性の連名で、「LGBTQ＋への差別・憎悪に抗議するフェミニストからの緊急声明」をWANの公式サイトに発表。「『全ての国民が安心して生活することができることとなるよう留意』という文言が入ったことで、マイノリティの権利保障に向けたはずの法律がマジョリティの権利尊重を謳うことになってしまい、性的マイノリティへの理解増進が抑制的に運用される懸念がある」と訴えた。

## 著書

### 単著
- 『セクシィ・ギャルの大研究―女の読み方・読まれ方・読ませ方』（光文社カッパ・ブックス、1982年／［岩波現代文庫］、2009年）
- 『資本制と家事労働 : マルクス主義フェミニズムの問題構制』海鳴社、1985年2月。NDLJP:12148756。
- 『構造主義の冒険』（勁草書房、1985年）
- 『女は世界を救えるか』勁草書房、1986年1月31日。NDLJP:12145382。
- 『女という快楽』（勁草書房、1986年）
- 『マザコン少年の末路 : 女と男の未来』河合文化教育研究所〈河合ブックレット〉、1986年5月25日。NDLJP:12144228。
- 『<私> 探しゲーム : 欲望私民社会論』筑摩書房、1987年1月10日。NDLJP:12238965。のち文庫
- 『女遊び』（学陽書房、1988年）
- 『接近遭遇 ― 上野千鶴子対談集』（勁草書房、1988年）
- 『スカートの下の劇場 ― ひとはどうしてパンティにこだわるのか』（河出書房新社、1989年/[河出文庫]、1992、2019)
- 『ミッドナイト・コール』（朝日新聞社、1990年）のち文庫
- 『黄金郷』（深夜叢書社、1990年）上野ちづこ名義、江里昭彦編
- 『家父長制と資本制 ― マルクス主義フェミニズムの地平』（岩波書店、1990年／岩波現代文庫、2009年）
- 『性愛論 ― 対話篇』（河出書房新社、1991年）のち文庫
- 『セゾンの発想 ― マーケットへの訴求』（リブロポート、1991年）
- 『うわの空 ― ドイツその日暮らし』（朝日新聞社、1992年）のち文庫
- 『近代家族の成立と終焉』（岩波書店、1994年）のち文庫
- 『発情装置 ― エロスのシナリオ』（筑摩書房、1998年）のち文庫
- 『ナショナリズムとジェンダー』（青土社、1998年） 新版、岩波現代文庫、2012年
- 『ラディカルに語れば… ― 上野千鶴子対談集』（平凡社、2001年）
- 『上野千鶴子が文学を社会学する』（朝日新聞社、2000年）のち文庫
- 『家族を容れるハコ 家族を超えるハコ』（平凡社、2002年）
- 『差異の政治学』（岩波書店、2002年）のち文庫
- Nationalism and Gender (Melbourne: Trans Pacific Press, 2004)
- 『サヨナラ、学校化社会』（太郎次郎社、2002年／ちくま文庫、2008年）
- 『国境お構いなし』（朝日新聞社、2003年／文庫、2007年）
- 『老いる準備 ― 介護することされること』（学陽書房 2005年／朝日文庫、2008年）
- 『生き延びるための思想 ― ジェンダー平等の罠』（岩波書店、2006年）のち文庫
- 『おひとりさまの老後』（法研、2007年 ISBN 978-4879546807／文藝春秋、2011年 ISBN 978-4167801625／法研、2016年）
- 『男おひとりさま道』（法研、2009年）
- The Modern Family in Japan (Melbourne: Trans Pacific Press, 2009)
- 『ひとりの午後に』（日本放送出版協会、2010年）
- 『女ぎらい』（紀伊国屋書店、2010年）
- 『ケアの社会学 当事者主権の福祉社会へ』太田出版、2011年。ISBN 978-4-7783-1241-1。
- 『ケアのカリスマたち――看取りを支えるプロフェッショナル』亜紀書房、2015年。ISBN 978-4750514277。
- 『男おひとりさま道』（青土社、2009年）
- 『「おんな」の思想 : 私たちは、あなたを忘れない』（集英社インターナショナル、2013年）
- 『映画から見える世界 : 観なくても楽しめる、ちづこ流シネマガイド』（第三書館、2014年）
- 『セクシュアリティをことばにする : 上野千鶴子対談集』（青土社、2015年）
- 『思想をかたちにする : 上野千鶴子対談集』（青土社、2015年）
- 『おひとりさまの最後』（朝日新聞出版、2015年）
- 『情報生産者になる』（筑摩書房、2018年）
- 『女の子はどう生きるか――教えて、上野先生！』岩波書店〈岩波ジュニア新書〉、2021年。ISBN 978-4-00-500929-9。
- 『在宅ひとり死のススメ』文藝春秋〈文春新書〉、2021年1月20日。
- 『フェミニズムがひらいた道』NHK出版〈学びのきほん〉、2022年5月30日。ISBN 978-4144072819。
- 『ボーヴォワール『老い』』NHK出版〈NHK100分de名著〉、2021年6月21日。

### 共著
- 宮迫千鶴『多型倒錯 つるつる対談』（創元社、1985年）
- 高田公理・野田正彰・奥野卓司・井上章一『現代世相探検学』（朝日新聞社、1987年）
- 網野善彦・宮田登『日本王権論』（春秋社、1988年）
- 伊藤比呂美『のろとさにわ』（平凡社、1991年）
- NHK取材班『90年代のアダムとイヴ』（日本放送出版協会、1991年）
- 小倉千加子・富岡多恵子『男流文学論』（筑摩書房、1992年）
- 田中美由紀・前みち子『ドイツの見えない壁――女が問い直す統一』（岩波書店［岩波新書］、1993年）
- 中村雄二郎『「人間」を超えて――移動と着地』（河出書房新社、1994年）
- 赤松啓介・大月隆寛『猥談-近代日本の下半身』（現代書館、1995年）
- 本間正明『NPOの可能性――新しい市民活動』（かもがわ出版、1998年）
- 中村雄二郎『21世紀へのキーワード インターネット哲学アゴラ――日本社会』（岩波書店、1999年）
- 川村湊・成田龍一・奥泉光・イ・ヨンスク・井上ひさし・高橋源一郎『戦争はどのように語られてきたか』（朝日新聞社、1999年）

改題『戦争文学を読む』（朝日文庫、2008年）（小倉千加子）『ザ・フェミニズム』（筑摩書房、2002年／ちくま文庫、2005年）
- 辛淑玉『ジェンダー・フリーは止まらない！――フェミ・バッシングを超えて』（松香堂書店、2002年）
- 中西正司『当事者主権』（岩波新書、2003年）
- 行岡良治『論争・アンペイドワークをめぐって』（太田出版、2003年）
- 鶴見俊輔・小熊英二『戦争が遺したもの――鶴見俊輔に戦後世代が聞く』（新曜社、2004年）
- 信田さよ子『結婚帝国女の岐れ道』（講談社、2004年）
- 趙韓惠浄『ことばは届くか――韓日フェミニスト往復書簡』（岩波書店、2004年）
- 宮台真司・斎藤環・小谷真理ほか『バックラッシュ! なぜジェンダーフリーは叩かれたのか?』双風舎、2006年6月。ISBN 978-4902465099。
- 三浦展『消費社会から格差社会へ――中流団塊と下流ジュニアの未来』（河出書房新社、2007年）
- 辻井喬『ポスト消費社会のゆくえ』（文春新書、2008年）
- 辻元清美『世代間連帯』（岩波新書、2009年）
- 香山リカ・嶋根克己『「生きづらさ」の時代』（SI Libretto 004、2010年）
- 古市憲寿『上野先生、勝手に死なれちゃ困ります 僕らの介護不安に答えてください』（光文社新書、2011年）
- 坂東眞理子『女は後半からがおもしろい』（潮出版社、2011年）
- 西川祐子、上野千鶴子、荻野美穂『フェミニズムの時代を生きて』岩波書店〈岩波現代文庫〉、2011年11月16日。ISBN 978-4006032319。
- 小笠原文雄『上野千鶴子が聞く 小笠原先生、ひとりで家で死ねますか？』（朝日新聞出版、2013年）
- 水無田気流『非婚ですが、それが何か!? : 結婚リスク時代を生きる』（ビジネス社、2015年）
- 雨宮処凛『世代の痛み―団塊ジュニアから団塊への質問状』中央公論新社〈中公新書ラクレ〉、2017年10月5日。
- 田房永子『上野先生、フェミニズムについてゼロから教えてください!』大和書房、2020年1月12日。
- 鈴木涼美『往復書簡 限界から始まる』幻冬舎、2021年7月7日。
- NHKグローバルメディアサービス・テレビマンユニオン『最後の講義　完全版　上野千鶴子　これからの時代を生きるあなたへ安心して弱者になれる社会をつくりたいか』（主婦の友社、2022年）
- 加藤陽子、鴻巣友季子、上間陽子、上野千鶴子『別冊NHK100分de名著 フェミニズム』NHK出版、2023年6月23日。ISBN 978-4144072970。

### 編著
- 『主婦論争を読む――全記録（1・2）』（勁草書房、1982年）
- 『色と欲』（小学館、1996年）
- 『キャンパス性差別事情――ストップ・ザ・アカハラ』（三省堂、1997年）
- 上野千鶴子、千田有紀、赤川学、飯田祐子、中谷文美、荻野美穂、加藤秀一、竹村和子、北田暁大他 著、上野千鶴子 編『構築主義とは何か』勁草書房、2001年2月。ISBN 978-4326652457。
- 『脱アイデンティティ』（勁草書房、2005年）
- 『「女縁」を生きた女たち』（岩波書店［岩波現代文庫］、2008年）

### 共編著
- （電通ネットワーク研究会）『「女縁」が世の中を変える――脱専業主婦のネットワーキング』（日本経済新聞社、1988年）
- （鶴見俊輔・中井久夫・中村達也・宮田登・山田太一）『シリーズ変貌する家族（全8巻）』（岩波書店、1991年-1992年）
- （樺山紘一）『21世紀の高齢者文化』（第一法規出版、1993年）
- （井上輝子・江原由美子）『日本のフェミニズム（全8巻）』（岩波書店、1994年-1995年）
- （綿貫礼子）『リプロダクティブ・ヘルスと環境――共に生きる世界へ』（工作舎、1996年）
- （メディアの中の性差別を考える会）『きっと変えられる性差別語――私たちのガイドライン』（三省堂、1996年）
- （河合隼雄）『現代日本文化論(8)欲望と消費』（岩波書店、1997年）
- （田端泰子・服藤早苗）『シリーズ比較家族(8)ジェンダーと女性』（早稲田大学出版部、1997年）
- （井上俊・見田宗介・大澤真幸・吉見俊哉）『岩波講座現代社会学（全27巻）』（岩波書店、1995年-1997年）
- （見田宗介・内田隆三・佐藤健二・吉見俊哉・大澤真幸）『社会学文献事典』（弘文堂、1998年）
- （井上輝子・江原由美子・大沢真理・加納実紀代）『岩波女性学事典』（岩波書店、2002年）
- （寺町みどり・ごとう尚子）『市民派政治を実現するための本――わたしのことは、わたしが決める』（コモンズ、2004年）
- （岩崎稔・成田龍一）『戦後思想の名著50』（平凡社, 2006年）
- （大熊由紀子・大沢真理・神野直彦・副田義也）『ケア――その思想と実践（全6巻）』（岩波書店、2008年）
- （岩崎稔・北田暁大・小森陽一・成田龍一）『戦後日本スタディーズ（全3巻）』（紀伊國屋書店、2008年-2009年）
- （蘭信三・平井和子）『戦争と性暴力の比較史へ向けて』（岩波書店、2018年）
- （樋口恵子）『介護保険が危ない!』（岩波書店、2020年）
- （佐藤学・内田樹・長谷部恭男・杉田敦・髙山佳奈子・木村草太・後藤弘子・池内了・三島憲一・永田和宏・鷲谷いづみ・津田大介）『学問の自由が危ない』（晶文社、2021年）

### 訳書
- バーバラ・シンクレア『アメリカ女性学入門』（勁草書房、1982年）
- A・クーン, A・ウォルプ編『マルクス主義フェミニズムの挑戦』（勁草書房、1984年）
- バベット・コール 『トンデレラ姫物語』 （ウイメンズブックストア松香堂、1995年）
- バベット・コール 『シンデレ王子の物語』 （ウイメンズブックストア松香堂、1995年）
- ジェフリー・ウィークス『セクシュアリティ』（河出書房新社、1996年）

### その他
- 有限責任事業組合フリーターズフリー 編『フェミニズムはだれのもの?―フリーターズフリー対談集』人文書院、2010年4月。ISBN 978-4409240861。
- 『現代思想2011年12月臨時増刊号 総特集＝上野千鶴子』青土社、2011年12月。ISBN 978-4-7917-1237-3。
- 『現代思想2016年10月号 緊急特集＝相模原障害者殺傷事件』青土社、2016年9月26日。ISBN 978-4-7917-1330-1。
- 『ユリイカ2019年12月臨時増刊号　総特集＝装幀者・菊地信義』青土社、2011年11月12日。

#### 解説
- アンジェラ・サイニー 著、道本美穂 訳『家父長制の起源 男たちはいかにして支配者になったのか』集英社〈集英社シリーズ・コモン〉、2024年10月30日。ISBN 978-4-08-737006-5。（電子版あり）

## 出演

### テレビ番組
- NHK市民大学「文化人類学の視角(3) 宇宙モデルとしての身体」（NHK教育、1985年7月19日）
- NHKスペシャル「1990年のアダムとイブ」（NHK総合、1990年7月18日 - 1990年7月20日）
- 福祉ネットワーク「ともに生きよう この人と福祉を語ろう 社会を変える当事者たち 社会学者 上野千鶴子さん」（NHK教育、2004年12月21日）[82]
- 視点・論点「おひとりさまの老後」（NHK教育、2007年9月17日）[83]
- 爆笑問題のニッポンの教養「女と男“仁義なき戦い”」（NHK総合、2011年6月9日）[84]
- 情熱大陸（TBS、2019年6月30日）

### ウェブ番組
- ポリタスTV（YouTube、2021年7月13日、2023年12月19日）
- デモクラシータイムス（YouTube、2024年6月23日）

### ラジオ
- NHK高校講座「倫理」（NHKラジオ第2放送、1995年1月4日、1995年1月7日、1996年12月25日、1996年12月28日）[注 4]

## 指導学生
- 千田有紀（武蔵大学社会学部教授）
- 宮本直美（立命館大学文学部教授）
- 小池靖（立教大学社会学部准教授）
- 金田淳子（やおい・ボーイズラブ・同人誌研究家）
- 島袋まりあ（カリフォルニア大学リバーサイド校比較文学外国語学部助教授）
- 阿部真大（甲南大学文学部社会学科教授）
- 山根純佳（実践女子大学人間社会学部准教授）
- 朴姫淑（旭川大学保健福祉学部准教授）
- 妙木忍（東北大学国際文化研究科准教授）
- 坂爪真吾（一般社団法人ホワイトハンズ代表理事）
- 竹内慶至（名古屋外国語大学現代国際学部准教授）
- 松井隆志（武蔵大学社会学部准教授）
- 橋本和明（日本テレビディレクター）
- 轡田竜蔵（同志社大学社会学部准教授）

### その他
- 佐藤文香（一橋大学教授） - ゼミに参加していた[85]。